# クリス・ナオン
クリス・ナオン（Chris Nahon、1968年12月5日 - ）は、フランスの映画監督。ヴァル＝ドワーズ県ソワジー＝スー＝モンモランシー出身。
『キス・オブ・ザ・ドラゴン』や『エンパイア・オブ・ザ・ウルフ』、『ラスト・ブラッド』といったアクション映画を多く手がけている。

## 主な作品
- キス・オブ・ザ・ドラゴン Kiss of the Dragon (2001)
- エンパイア・オブ・ザ・ウルフ L'Empire des loups (2005) 脚本も
- スケート・オア・ダイ Skate or Die (2008) 原案・脚本
- ラスト・ブラッド Blood: The Last Vampire (2009)
- ラスト・アライブ Lady Bloodfight (2016)